# Október 31.
Október 31. az év 304. (szökőévben 305.) napja a Gergely-naptár szerint. Az évből még 61 nap van hátra.
Névnapok: Farkas + Cseke, Csekő, Fajsz, Kristóf, Krisztofer, Kurd, Roderik, Rodrigó, Vulfia

## Események
- 1471 – Hunyadi Mátyás elzálogosítja Sopron városát 10 400 aranyforintért III. Frigyes német-római császárnak.
- 1517 – Luther Márton Wittenbergben kihirdeti a búcsúcédulával kapcsolatos visszaélésekkel szemben írott 95 tételét; ez a nap a reformáció napja.
- 1530 – I. Ferdinánd osztrák főherceg hadserege, Wilhelm von Roggendorf gróf parancsnoksága alatt megkezdi a Szapolyai János magyar király által védett Buda várának ostromát, miután sikerült bevenniük Esztergomot, Visegrádot és Vácot. Budavár ostroma sikertelenül végződik.
- 1599 – Báthory András erdélyi fejedelmet Csíkszentdomokos határában egy székely lófő (Balázs „Ördög” Mihály)  kegyetlen módon meggyilkolja.
- 1685 – A császári-királyi katonaság elfoglalja Sárospatak várát.
- 1784 – Erdélyben kirobban a Horea és Cloşca által vezetett magyarellenes oláh felkelés, a század legnagyobb parasztfelkelése.
- 1793 – Huszonegy girondista képviselő kivégeztetésével a jakobinusok kizárják a girondistákat a politikai életből.
- 1815 – Sir Humphry Davy feltalálja a róla elnevezett lámpát.
- 1864 – Nevada lesz az USA 36. állama.
- 1902 – Befejeződik az első távírókábel lefektetése a Csendes-óceánon keresztül.
- 1908 – Befejeződik a negyedik újkori Nyári Olimpia Londonban.
- 1916 – Első világháború: A kilencedik isonzói csata kezdete. Az olasz hadsereg támadása az osztrák–magyar haderő vonalait két kilométerrel hátranyomja.
- 1918 – Első világháború: Olaszország és az Osztrák–Magyar Monarchia fegyverszüneti szerződést kötnek Padovában.
- 1918 – Első világháború: I. Károly császár utasítására az Osztrák–Magyar Monarchia adriai hadiflottáját átadják a zágrábi Délszláv Nemzeti Tanács képviselőinek, a dunai flottát pedig a magyar kormánynak. Az adriai flotta átadásáról szóló megállapodást Horthy Miklós altengernagy, flottaparancsnok írja alá Pólában, a Viribus Unitis csatahajó fedélzetén.
- 1918 – Budapesten kitör az őszirózsás forradalom, Károlyi Mihály kormányt alakít. Tisza István miniszterelnököt lakásában magyar egyenruhás katonák keresik fel és agyonlövik.
- 1922 – Menetelés Rómába (Marcia su Roma) Benito Mussolini államcsínye.
- 1925 – Reza kán perzsa sahhá kiáltatja ki magát.
- 1941 – Német tengeralattjáró (U-552) Izland partjainál elsüllyeszti a Reuben James amerikai rombolót, miután az többször megtámadta.
- 1941 – Befejezik a Rushmore-hegyi (USA) nemzeti emlékművet. A szoboregyüttes George Washington, Thomas Jefferson, Abraham Lincoln és Theodore Roosevelt amerikai elnökök képmását ábrázolja.
- 1944 – A brit és amerikai légierő támadást intéz Bánréve vasútállomása ellen.
- 1952 – Az első hidrogénbomba felrobbantása a Marshall-szigeteken.
- 1953 – A magyarországi internálótáborokat (köztük a kistarcsait is) felszámolják.
- 1954 – Elkezdődik az algériai forradalom Franciaország ellen.
- 1956 – Angolok és franciák bombázzák Egyiptomot a Szuezi-csatorna visszafoglalásakor.
- 1956 – Magyarországon megalakult a Forradalmi Karhatalmi Parancsnokság. Nagy Imre október 30-i bejelentése nyomán a gyorsan szaporodó pártok felhívást tesznek közzé. Mindszenty József kiszabadul, Budapestre jön, és bekapcsolódik a közéletbe.
- 1959 – A Moszkvában tartózkodó Lee Harvey Oswald bejelenti, hogy sohasem kíván visszatérni az Egyesült Államokba. (Később visszatér és a Warren-bizottság hivatalos jelentése szerint magányos merénylőként meggyilkolja John Fitzgerald Kennedy elnököt.)
- 1961 – A Szovjetunió Kommunista Pártja Központi Bizottságának döntése alapján Sztálin holttestét eltávolítják a Lenin-mauzóleumból.
- 1968 – Lyndon B. Johnson amerikai elnök leállítja Észak-Vietnám bombázását.
- 1971 – Az IRA bombát robbant Londonban a Postahivatal épületének tetején.
- 1984 – Egy Puerto Ricó-i tankhajó San Francisco előtt elsüllyed. 2 millió gallon kőolaj ömlik a tengerbe. Ez az első dokumentált legnagyobb olajszennyezés a világon.
- 1990 – Magyarországon az Alkotmánybíróság eltörli a halálbüntetést (AB: 23/1990, X. 31).
- 1992 – A római katolikus egyház 359 év után rehabilitálja Galileo Galileit.
- 1994 – Az első orosz geoszinkron meteorológia műhold, az Elektro–1 pályára állítása.
- 1999 – A római katolikus és az evangélikus egyház vezetői Augsburgban közös nyilatkozatot írnak alá a megigazulásról, azzal a céllal, hogy véget vessenek az évszázados hitvitának.
- 2008 – Satoshi Nakamoto közzéteszi a Bitcoin alapelveit leíró dokumentumot.

## Sportesemények
Formula–1
- 1999 –  japán nagydíj, Suzuka - Győztes: Mika Häkkinen (McLaren Mercedes)

Sakk
- 2000 – Garri Kimovics Kaszparov - Vlagyimir Boriszovics Kramnyik sakkjátszma eredménye 6:8[1]

## Születések
- 1620 – John Evelyn angol író († 1706)
- 1632 – Jan Vermeer holland festőművész († 1675)
- 1795 – John Keats angol költő († 1821)
- 1815 – Karl Theodor Wilhelm Weierstrass német matematikus († 1897)
- 1835 – Adolf Ritter von Baeyer német kémikus, Nobel-díjas (1905)
- 1851 – Ilosvay Lajos magyar kémikus († 1936)
- 1860 – Andrew Volstead amerikai politikus († 1947)
- 1865 – Feleky Sándor magyar orvos, költő († 1940)
- 1887 – Csang Kaj-sek kínai politikus, katonatiszt, a Kuomintang parancsnoka († 1975)
- 1890 – Gömöri Jenő Tamás magyar író, újságíró († 1967)
- 1892 – Pünkösti Andor magyar színikritikus, rendező, színházigazgató († 1944)
- 1901 – Dallos Sándor József Attila-díjas magyar író († 1964)
- 1902 – Wald Ábrahám magyar születésű amerikai matematikus († 1950)
- 1903 – Bartókné Pásztory Ditta zongoraművész, Bartók Béla zeneszerző felesége († 1982)
- 1904 – Kulin Sándor magyar agrármérnök, egyetemi tanár († 1994)
- 1912 – Szentágothai János orvos, anatómus, egyetemi tanár, az MTA tagja († 1994)
- 1915 – Fekete Alajos magyar színész († 2005)
- 1921 – Bor Ambrus (er. Lukács János) magyar író, műfordító, publicista († 1995)
- 1921 – Szendi József magyar katolikus főpap, 1983 és 1993 között veszprémi püspök, majd 1997-ig érsek († 2017)
- 1922 – Hegedüs András szociológus, politikus, miniszterelnök († 1999)
- 1922 – Norodom Szihanuk herceg, 1941–55 és 1993–2004 között Kambodzsa uralkodója király, később Kambodzsa elnöke († 2012)
- 1922 – Barbara Bel Geddes amerikai színésznő († 2005)
- 1927 – Galsai Pongrác magyar író, szerkesztő († 1988)
- 1929 – Bud Spencer olasz filmrendező, színész, úszó, vízilabdázó († 2016)
- 1930 – Csikai Gyula magyar fizikus, az MTA tagja († 2021)
- 1937 – Manfred Mohr német autóversenyző
- 1941 – Derek Bell (Derek Reginald Bell) brit autóversenyző
- 1946 – Stephen Rea (sz. Graham Rea) ír színész
- 1949 – Ábrahám Irén vajdasági magyar színésznő († 2023)
- 1951 – Hidvégi Miklós magyar színész, rendező
- 1952 – Jane Wymark angol színésznő
- 1956 – Antal Olga magyar színésznő
- 1959 – Neal Stephenson amerikai író
- 1964 – Marco van Basten holland labdarúgó
- 1965 – László Zsolt Jászai Mari-díjas magyar színész.
- 1974 – Virasztó Tamás magyar mérnök
- 1975 – Mészáros Máté Jászai Mari-díjas magyar színész
- 1980 – Eddie Kaye Thomas amerikai színész
- 1981 – Danny Blue mentalista
- 1981 – Frank Iero a My Chemical Romance ritmusgitárosa
- 1982 – Justin Chatwin kanadai származású amerikai színész
- 1982 – Kunhalmi Ágnes magyar politikus
- 1988 – Sébastien Buemi (Sébastien Olivier Buemi) svájci autóversenyző
- 1995 – Lukács Viktória magyar kézilabdázó
- 1997 – Marcus Rashford angol labdarúgó
- 2000 – Manuel Martos ifjúsági olimpiai bronzérmes spanyol úszó

## Halálozások
- 1599 – Báthory András erdélyi fejedelem (* 1566)
- 1806 – Kitagava Utamaro japán fametszőmester (* 1753 körül)
- 1847 – Nemeskéri Kis Pál pedagógus, római katolikus pap, az MTA tagja (* 1793)
- 1867 – William Parsons angol csillagász (* 1800)
- 1870 – Mosonyi Mihály magyar zeneszerző, pedagógus (* 1815)
- 1884 – Marie Bashkirtseff orosz származású francia festőnő, szobrász és írónő (* 1858)
- 1885 – Báró Apor Károly királyi táblai elnök (* 1815)
- 1893 – Akin Károly fizikus, az MTA levelező tagja (* 1830)
- 1916 – Charles Taze Russell amerikai lelkész, evangéliumhirdető, a Jehova tanúi egyház alapítója (* 1852)
- 1918 – Gróf Tisza István politikus, magyar miniszterelnök (* 1861)
- 1925 – Mihail Vasziljevics Frunze tábornok (mozgalmi neve Arszenyij Trifonics), bolsevik forradalmár, a szovjet Vörös Hadsereg parancsnoka (* 1885)
- 1926 – Harry Houdini (eredetileg Weisz Erik) magyar származású bűvész, szabadulóművész (* 1874)
- 1927 – Feketeházy János magyar hídépítő mérnök (* 1842)
- 1930 – Szabolcska Mihály magyar költő, az MTA tagja (* 1861)
- 1943 – Max Reinhardt (er. Max Goldmann) osztrák színész, rendező (* 1873)
- 1952 – Csizmadia András magyar gazdálkodó, kisbirtokos, országgyűlési képviselő (* 1872)
- 1962 – Hertelendy Miklós huszártiszt, országgyűlési képviselő (* 1879)
- 1970 – Szabó Pál magyar író, politikus (* 1893)
- 1971 – Gerhard von Rad német protestáns teológus (* 1901)
- 1975 – Joseph Calleia máltai születésű amerikai színész (* 1897)
- 1983 – Csaba József (er. Walzel József) ornitológus, nyelvész, néprajzkutató (* 1903)

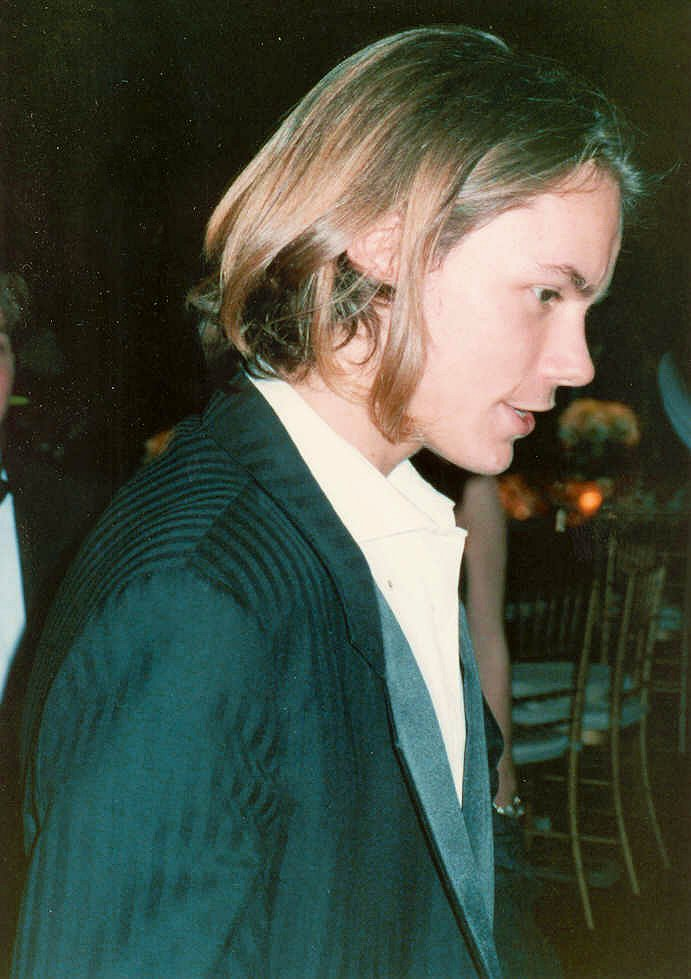
River Phoenix

- 1983 – George Halas, a Chicago Bears alapítója, amerikaifutball-vezető (* 1895)
- 1984 – Indira Gandhi indiai politikus, miniszterelnök-asszony, meggyilkolták (* 1917)
- 1988 – Bakos Géza magyar zeneszerző (* 1911)
- 1991 – Joseph Papp magyar származású Broadway-producer (* 1921)
- 1993 – Federico Fellini olasz filmrendező, forgatókönyvíró (* 1920)
- 1993 – River Phoenix amerikai színész (* 1970)
- 2002 – Raf Vallone olasz színész, filmszínész (* 1916)
- 2011 – Albert Flórián az egyetlen magyar aranylabdás válogatott labdarúgó (* 1941)
- 2017 – Kukely Júlia Liszt Ferenc-díjas magyar opera-énekesnő, szoprán (* 1953)
- 2020 – Sean Connery Oscar-díjas skót színész (* 1930)
- 2024 – Hadas Krisztina magyar újságíró, szerkesztő, riporter, egyetemi oktató (* 1971)

## Nemzeti ünnepek, emléknapok, világnapok
- A reformáció napja számos országban
- New York’s Village Halloween Felvonulás
- Számos országban ezen a napon ünneplik az angolszász eredetű halloweent
- Ekkor ünneplik a Samhaint, a kelta újévet